# Хусеин Абдурахман
Хусеин Абдурахман с псевдоним Абдуш (на македонска литературна норма: Хусеин Абдурахман) е актьор от Социалистическа република Македония.

## Биография
Роден е на 2 февруари 1921 г. в град Скопие. Включва се в комунистическата съпротива във Вардарска Македония, като става партизанин в Скопския народоосвободителен партизански отряд. Осъден е на смърт, но присъдата не е изпълнена.
Абдурахман е сред основателите и първи директор на Театъра на народностите в Скопие. Завършва Държавната театрална школа в първия випуск. Режисира и играе в различни театрална постановки. Умира на 4 ноември 2001 г. в Скопие.